# Love Beyond Frontier - Ubatruk karmkobfah
Love Beyond Frontier - Ubatruk karmkobfah (Love Beyond Frontier อุบัติรักข้ามขอบฟ้า) è una serie televisiva thailandese creata da GMMTV e diretta da Worrawech Danuwong, remake dell'omonima serie thailandese del 2008. Va in onda su GMM 25 dal 12 maggio 2019, per poi concludersi il 4 agosto dello stesso anno.
La serie viene inoltre pubblicata in latecast su Line TV e YouTube.

## Trama
Wang arriva in Thailandia da Hong Kong per cercare sua madre. Si scontra con Ple e Win all'aeroporto e scambia per sbaglio la sua valigia con quella di Ple.
Nel frattempo, Wang arriva a casa di sua madre, ma lei si è trasferita. Incontra Pat, che ora abita lì, la quale pensa che lui sia un pervertito. Dopo alcune disavventure, lo lascia vivere con lei.
Win e Ple sono migliori amici dall'infanzia, ma Win è segretamente innamorato di lei. A causa di alcune circostanze, i quattro si incontrano nuovamente e iniziano a vivere nello stesso palazzo. Ple sembra interessata a Wang. Cosa succederà poi?

## Personaggi e interpreti

### Principali
- Wang, interpretato da Perawat Sangpotirat "Krist".
- Ple, interpretata da Ramida Jiranorraphat "Jane".
- Win, interpretato da Thitipoom Techaapaikhun "New".
- Pat, interpretata da Tipnaree Weerawatnodom "Namtan".

### Ricorrenti
- Rose, interpretata da Penpak Sirikul "Tai".
- Pa, interpretata da Apasiri Nitibhon "Um".
- Bo, interpretato da Jirawat Wachirasarunpat "Wo".
- Phu, interpretato da Leo Saussay.

### Cameo
- Agente, interpretato da Nachat Juntapun "Nicky".

## Episodi
| Stagione       | Episodi | Prima TV |
| -------------- | ------- | -------- |
| Prima stagione | 13      | 2019     |

## Colonna sonora
- Perawat Sangpotirat - Ying rak ying jeb[4]